# Micrurus peruvianus
Micrurus peruvianus är en ormart som beskrevs av Schmidt 1936. Micrurus peruvianus ingår i släktet korallormar, och familjen giftsnokar. Inga underarter finns listade i Catalogue of Life.
Denna orm förekommer i norra Peru i regionerna Cajamarca och Amazonas samt i Ecuador. Micrurus peruvianus har liksom andra korallormar ett giftigt bett. Honor lägger ägg.